# Hasan Basri Aydın
Hasan Basri Aydın (* 1935; † 18. Mai 2023 in Istanbul) war ein türkischer Literaturlehrer, Autor und Menschenrechtsaktivist.

## Leben
Aydın kämpfte einem Artikel der türkischen Tageszeitung Hürriyet zufolge zeit seines Lebens mit Petitionen bis zu den höchsten Stellen gegen Ungerechtigkeiten aller Art. Weiter heißt es in dem Artikel, seine Schuld bestehe darin, dass er glaube in einem demokratischen Land zu leben und dass Rechte nicht nur auf dem Papier gelten würden, weswegen er 27-mal als Lehrer strafversetzt worden sei, seine Staatsbürgerschaft verloren habe und insgesamt sieben Mal ins Gefängnis geworfen worden sei. Einem Bericht Amnesty Internationals zufolge soll Aydın im Jahr 2000 den Direktor für Gefängnisse und Haftzentren in einem Brief kritisiert haben, weil dieser die Typ-F-Gefängnisse als hotelähnlich beschrieben habe. In seinem Schreiben habe Aydın den Direktor ironisch dazu  aufgefordert mit seiner Frau 10 Tage in den Typ-F-Gefängnissen zu verbringen. Aufgrund dieses Briefes wurde Aydın zu einer Haftstrafe von fünf Monaten verurteilt. Dennoch soll er sich 2001 für zwei ihm persönlich unbekannte, schwer kranke Häftlinge namens Murat Dil und Sevgi İnce eingesetzt haben, denen jegliche  ärztliche Behandlung verwehrt worden sei. Dieser Beschwerdebrief an den damaligen Justizminister Hikmet Sami Türk brachte ihm eine erneute Anklage. Ein anderes Verfahren wegen der Beleidigung von großen Staatspersonen folgte auf einen Brief an den Präsidenten. Dabei soll er wegen dieses Wortlauts angeklagt worden sein: Die Staatskräfte sollen ihre Köpfe aus dem Sand nehmen und die Realitäten sehen. Wenn dies ein Rechtsstaat ist, darf es so eine Praxis nicht geben! Wenn wir kein Rechtsstaat sind, sollten wir das wissen und uns danach richten. Ein Schreiben an das Regierungskabinett, in dem er an die Verbreitung der Folter in der Türkei erinnerte, führte zu einer weiteren Anklage.
Aydın wurde 2011 in zwei Gerichtsverfahren trotz seiner schweren gesundheitlichen Beeinträchtigung durch Halbseitenlähmung, Herzkrankheit und Alzheimerkrankheit zu einmal einem Jahr und zu einmal ein Jahr, zwei Monaten Haft verurteilt. Er saß seine Strafe im Metris-Gefängnis ab.
Der Journalist Mehmet Y. Yilmaz rief den Präsidenten Abdullah Gül dazu auf, Aydın zu begnadigen und erinnerte daran, dass der Präsident seinen wegen Betruges und Dokumentenfälschung verurteilten ehemaligen Parteichef Necmettin Erbakan aufgrund seines hohen Alters und Gesundheitszustandes begnadigt habe.

## Bücher
- Ateist Tanrıyla Söyleşiler. Ceylan Yayınları, Istanbul 2009, ISBN 978-975-6304-83-9. (Unterhaltung mit dem Ateistischen Gott. Ceylan Verlagshaus) (türkisch)
- Tanrıyla Polemikler. Ceylan Yayınları, Istanbul, 2007, ISBN 978-975-6304-63-1. (Polemik mit Gott. Ceylan Verlagshaus) (türkisch)
- Tanrıya Mektuplar. 2 Bände, Ceylan Yayınları, Istanbul, 2004. (Briefe an Gott. Ceylan Verlagshaus) (türkisch)